# Super Bowl XII
Super Bowl XII je bio završna utakmica 58. po redu sezone nacionalne lige američkog nogometa. U njoj su se sastali pobjednici AFC konferencije Denver Broncosi i pobjednici NFC konferencije Dallas Cowboysi. Pobijedili su Cowboysi rezultatom 27:10, kojima je to bio drugi osvojeni naslov.
Utakmica je odigrana na stadionu Louisiana Superdome u New Orleansu u Louisiani, kojem je to bilo četvrto domaćinstvo Super Bowla (prvo na ovom stadionu).

## Tijek utakmice
| Četvrtina | Vrijeme | Momčad | Informacija o promjeni rezultata                                                     | Rezultat | Rezultat |
| Četvrtina | Vrijeme | Momčad | Informacija o promjeni rezultata                                                     | Broncos  | Cowboys  |
| --------- | ------- | ------ | ------------------------------------------------------------------------------------ | -------- | -------- |
| 1         | 4:29    | DAL    | touchdown probijanjem (Dorsett), uspješan pokušaj za dodatni poen (Herrera)          | 0        | 7        |
| 1         | 1:31    | DAL    | field goal (Herrera)                                                                 | 0        | 10       |
| 2         | 11:16   | DAL    | field goal (Herrera)                                                                 | 0        | 13       |
| 3         | 12:32   | DEN    | field goal (Turner)                                                                  | 3        | 13       |
| 3         | 6:59    | DAL    | touchdown dodavanjem (Staubach-Johnson), uspješan pokušaj za dodatni poen (Herrera)  | 3        | 20       |
| 3         | 5:39    | DEN    | touchdown probijanjem (Lytle), uspješan pokušaj za dodatni poen (Turner)             | 10       | 20       |
| 4         | 7:04    | DAL    | touchdown dodavanjem (Newhouse-Richards), uspješan pokušaj za dodatni poen (Herrera) | 10       | 27       |

## Statistika utakmice

### Statistika po momčadima
| Statistika                                                      | Denver Broncos | Dallas Cowboys |
| --------------------------------------------------------------- | -------------- | -------------- |
| Prvih pokušaja                                                  | 11             | 17             |
| Ukupno osvojenih jardi                                          | 156            | 325            |
| Broj napada probijanjem                                         | 29             | 38             |
| Ukupno jardi osvojenih probijanjem                              | 121            | 143            |
| Broj napada s kompletiranim dodavanjem/ukupno napada dodavanjem | 8/25           | 19/28          |
| Ukupno jardi osvojenih dodavanjem                               | 35             | 182            |
| Izgubljenih lopti                                               | 8              | 2              |
| Prekršaji (izgubljenih jardi)                                   | 8 (60)         | 12 (94)        |
| Vrijeme posjeda lopte (min:s)                                   | 21:22          | 38:38          |

### Statistika po igračima
| Quarterback          | Dodavanja* | Yds** | TD*** | Int**** |
| -------------------- | ---------- | ----- | ----- | ------- |
| Craig Morton (DEN)   | 4/15       | 39    | 0     | 4       |
| Norris Weese (DEN)   | 4/10       | 22    | 0     | 0       |
| Roger Staubach (DAL) | 17/25      | 183   | 1     | 0       |

Napomena: * - broj kompletiranih dodavanja/ukupno dodavanja, ** - ukupno jardi dodavanja, *** - broj touchdownova (polaganja), **** - broj izgubljenih lopti